# 花岙岛

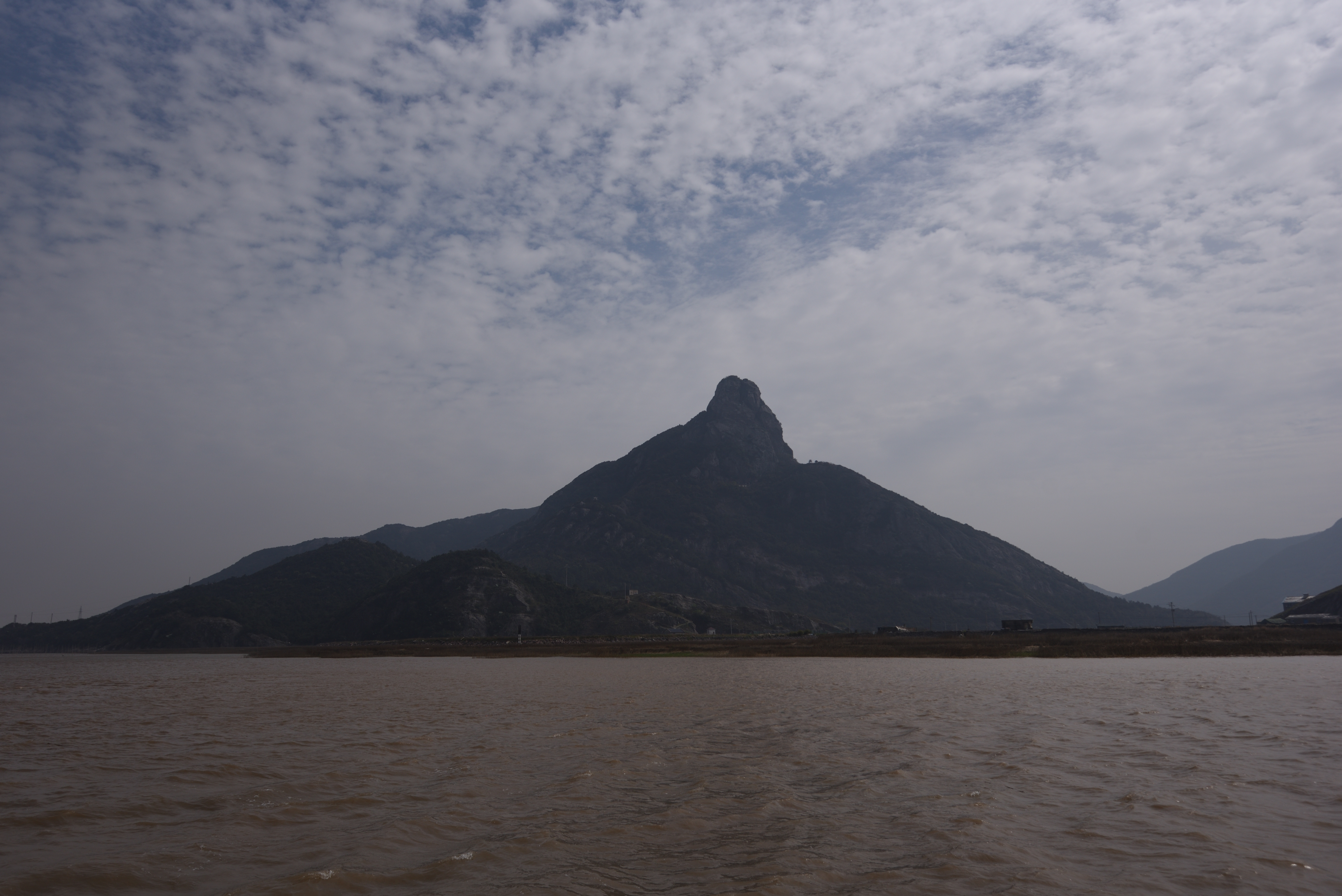
花岙岛

花岙岛是浙江省象山县南边的一个小岛，面积9.83平方公里。海域面积8平方公里，海岸线长29.86公里。以岛上多花多岙而得名花岙。属高塘岛乡管辖。自光绪元年（1875年）开禁以来，杨姓祖自温岭县大溪迁来至此。1992年人口268人，以金姓居多。
岛上有全国重点文物保护单位：花岙兵营遗址以及由熔结凝灰岩发育而成柱状结理的花岙石林。1991年夏，于岛上花岙村发掘出汉至清铜币一坛。